# Ctenophthalmus breviatus
Ctenophthalmus breviatus är en loppart som beskrevs av Wagner et Ioff 1926. Ctenophthalmus breviatus ingår i släktet Ctenophthalmus och familjen mullvadsloppor. Inga underarter finns listade i Catalogue of Life.